# فيرنر شوماخر
فيرنر شوماخر (بالألمانية: Werner Schumacher)‏ هو ممثل ألماني، ولد في 4 مايو 1921 في ألمانيا، وتوفي بنفس المكان في 18 أبريل 2004.

## وصلات خارجية
- فيرنر شوماخر على موقع IMDb (الإنجليزية)
- فيرنر شوماخر على موقع ألو سيني (الفرنسية)
- فيرنر شوماخر على موقع ميوزك برينز (الإنجليزية)
- فيرنر شوماخر على موقع أول موفي (الإنجليزية)
- فيرنر شوماخر على موقع قاعدة بيانات الأفلام السويدية (السويدية)
- فيرنر شوماخر على موقع قاعدة بيانات الفيلم (الإنجليزية)
- فيرنر شوماخر على موقع كينوبويسك (الروسية)